# Kvindelighedens maskerade
Kvindelighedens maskerade (sv. Under det rosa täcket) er en svensk feministisk bog af Nina Björk fra 1996. Bogen har undertitlen "Om kvinnlighetens vara och feministiska strategier" og har haft afgørende indflydelse på 1990'ernes feministiske bevægelse i Sverige.
Bogen ser ikke kvindeligheden som styret af naturen og hormoner, men slår et slag for frigørelse fra faste kønsidentiteter.
Bogen er oversat til dansk af Kamilla Jørgensen.

## Link
- ISBN 87-7445-786-1

| Bog | Spire Denne artikel om bøger og tidsskrifter er en spire som bør udbygges. Du er velkommen til at hjælpe Wikipedia ved at udvide den. |